# Albizzo di Piero
Albizzo di Piero (* um 1380; † nach 1418) war ein italienischer Bildhauer und Steinmetz.

## Leben
Über die Herkunft und Ausbildung Albizzo di Pieros ist nichts bekannt. Erstmals erwähnt wird er am 14. Dezember 1401 in den Unterlagen der Florentiner Zunft der Bildhauer, Steinmetze und Schreiner. Nach 1411 übernahm er die Vollendung der Portale von Or San Michele, die von Niccolò di Pietro Lamberti begonnen worden waren. Ihm fielen die Arkadendarstellungen der Westseite zu, die er wahrscheinlich auch selbst entworfen und dann ausgeführt hat. Parallel dazu war er auch an den Entwürfen der Tabernakelnischen für Donatellos Markus und Lorenzo Ghibertis Heiligen Johannes d. T. beteiligt.